# Walter Bénéteau
Walter Bénéteau (Les Essarts, 28 luglio 1972 – Bali, 11 dicembre 2022) è stato un ciclista su strada francese.

## Palmarès

### Strada
- 1993 (Vendée U, una vittoria)

Grand Prix Cristal Energie
- 1994 (Vendée U, una vittoria)

3ª tappa Tour Nivernais Morvan
- 1996 (Vendée U, una vittoria)

Classifica generale Tour de la Guadeloupe
- 1997 (Vendée U, due vittorie)

Tour du Finistère
Trio Normand (con Grégory Barbier e Christian Blanchard)
- 1998 (Vendée U, due vittorie)

Ronde du Sidobre
Classifica generale Tour de Tarn-et-Garonne
- 1999 (Vendée U, due vittorie)

Circuit de la Vallée de la Loire
Jard-Les Herbiers
- 2000 (Bonjour-Toupargel, una vittoria)

Circuit de l'Aulne
- 2003 (Brioches La Boulangère, una vittoria)

Boucles de l'Aulne

#### Altri successi
- 2004 (Brioches La Boulangère)

Classifica scalatori Clásica de Alcobendas

## Piazzamenti

### Grandi Giri
- Giro d'Italia

2005: 105º
- Tour de France

2000: 71º
2001: 42º
2002: 117º
2003: 59º
2004: 102º
2005: 68º
2006: 110º
- Vuelta a España

2006: 83º

### Classiche monumento
- Milano-Sanremo

2006: 57º
- Parigi-Roubaix

2005: ritirato
- Liegi-Bastogne-Liegi

2002: 75º
2003: 23º
2004: 130º
2005: ritirato
2006: 59º

### Competizioni mondiali
- Campionati del mondo

Plouay 2000 - In linea Elite: ritirato